# Ultraleichtfluggelände Erkelenz-Kückhoven

i7
i11
i13
Das Ultraleichtfluggelände Erkelenz-Kückhoven liegt im Stadtteil Kückhoven der Stadt Erkelenz im Kreis Heinsberg in Nordrhein-Westfalen. Der Platzhalter und Betreiber ist die Ultraleicht-Fluggemeinschaft Erkelenz e. V.

## Lage
Das Ultraleichtfluggelände liegt etwa 3,5 km südöstlich von Erkelenz.

## Flugbetrieb
Das Ultraleichtfluggelände besitzt eine Betriebsgenehmigung für Ultraleichtflugzeuge. Es ist mit einer 450 m langen und 20 m breiten Start- und Landebahn aus Gras (Richtung 16/34) ausgestattet. Es ist für die Durchführung von Flugbetrieb mit Ultraleichtflugzeugen des Platzhalters und der MG flyers Ultraleicht-Flugschule GmbH bestimmt. Nicht am Platz ansässige Luftfahrzeuge benötigen eine vorherige Genehmigung des Platzhalters, um in Erkelenz-Kückhoven starten und landen zu dürfen (PPR).

## Geschichte
Das Ultraleichtfluggelände Erkelenz-Kückhoven wurde am 11. Dezember 1995 genehmigt.

## Zwischenfälle
Am 17. November 2018 kam es im Bereich des Gegenanfluges der Platzrunde des Ultraleichtfluggeländes Erkelenz-Kückhoven zu einer Kollision von zwei Ultraleichtflugzeugen der Typen Remos G-3/600 bzw. ATEC Zephyr 2000 C. Der 60-jährige Pilot der Remos G-3/600 löste das Rettungssystem aus. Er wurde beim Aufprall auf den Boden schwer verletzt. Die Zephyr 2000 stürzte zu Boden und brannte aus. Dabei wurde der 70-jährige Pilot tödlich verletzt. Beide Ultraleichtflugzeuge wurden komplett zerstört.